# Limaysaurus
Limaysaurus ("ještěr od řeky Río Limay") byl rod sauropodního dinosaura z čeledi Rebbachisauridae, který žil koncem období rané křídy (věk apt až alb, asi před 112 miliony let; podle jiných údajů však spíše v cenomanu, před 100 až 97 miliony let) na území dnešní Patagonie v argentinské provincii Neuquén (především geologické souvrství Huincul a souvrství Candeleros).

## Historie
Původně byl tento sauropod roku 1995 popsán jako Rebbachisaurus tessonei, teprve o devět let později získal vlastní rodové jméno. Holotyp nese označení MUCPv-205 a jde o částečně dochovanou kostru, včetně zadní části lebky. Ta byla objevena roku 1988 Lieto Francisco Tessonem, po němž získal dinosaurus své druhové jméno. Další dvě částečně dochované kostry byly objeveny v souvrství Lohan Cura.

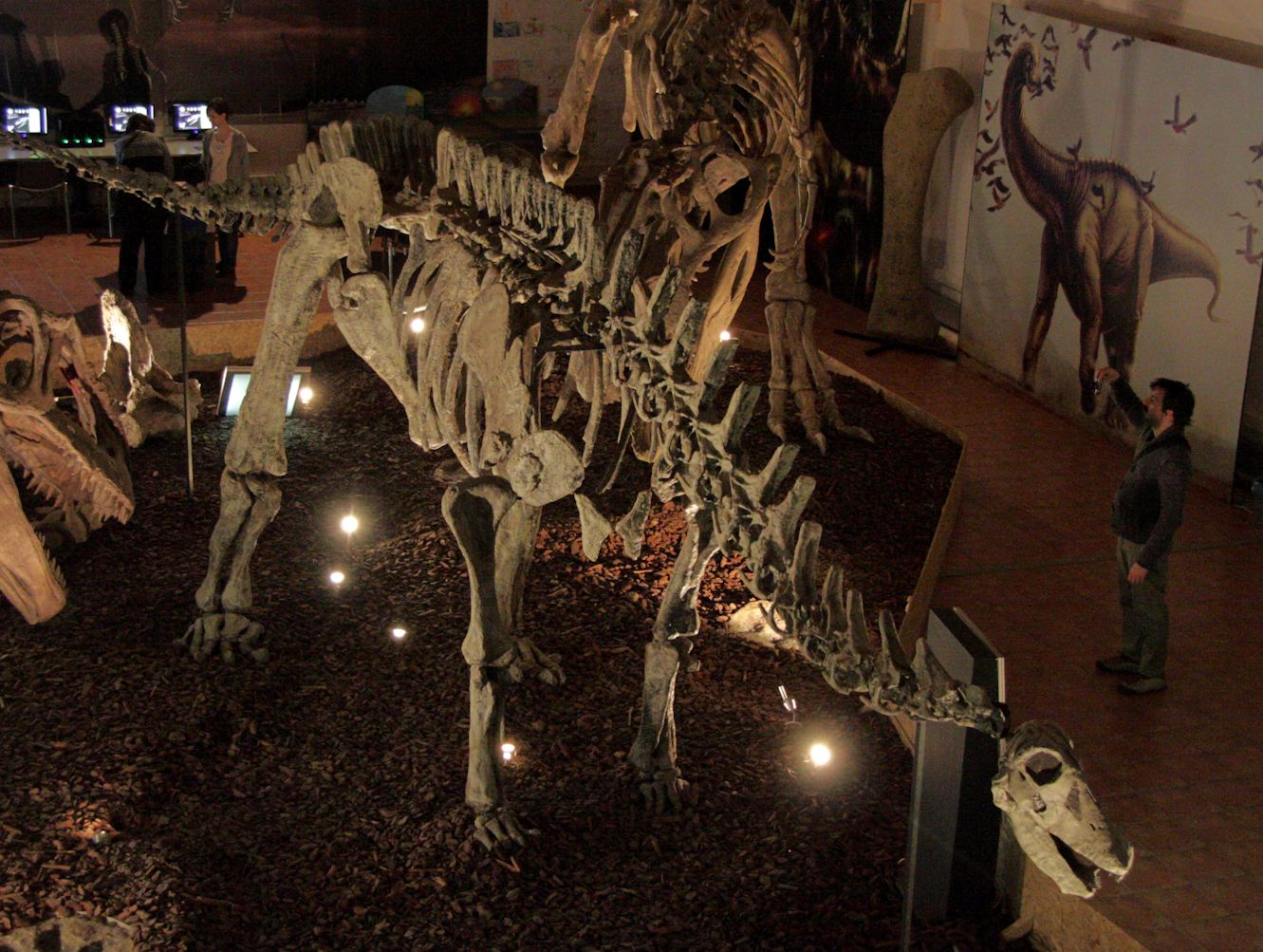
Limaysaurus - kostra

## Popis a systematika
Limaysaurus dosahoval délky asi 15 metrů a hmotnosti kolem 7 tun, patřil tedy k menším až středně velkým sauropodům. Šlo o poměrně lehce stavěného sauropoda. Mezi jeho nejbližší vývojové příbuzné patřily například rody Rebbachisaurus, Nigersaurus, Katepensaurus a Rayososaurus.
Tento rebbachisaurid mohl být vzdáleně příbuzný například druhu Sidersaura marae, popsanému roku 2024 rovněž ze sedimentů souvrství Huincul.